# Palpimanus armatus
Espèce
Palpimanus armatus est une espèce d'araignées aranéomorphes de la famille des Palpimanidae.

## Distribution
Cette espèce est endémique d'Afrique du Sud. Elle se rencontre au Mpumalanga, au Limpopo et au KwaZulu-Natal.

## Description
Le mâle mesure 11 mm et la femelle 13 mm.

## Publication originale
- Pocock, 1898 : The Arachnida from the province of Natal, South Africa, contained in the collection of the British Museum. Annals and Magazine of Natural History, sér. 7, vol. 2, p. 197-226 [page 201] (texte intégral).